# گروه مارش

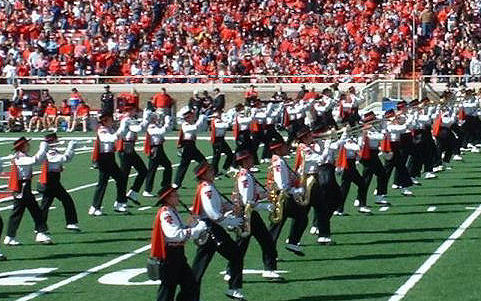
Goin 'Band از Raiderland، یک گروه مارش کالجی در ایالات متحده است.

گروه مارش به گروهی از افراد گفته می‌شود که در آن نوازندگان سازها هنگام راهپیمایی، غالباً برای سرگرمی یا رقابت، موسیقی زنده اجرا می‌کنند. ابزار موسقی به‌طور معمول شامل سازهای برنجی، سازهای چوبی و سازهای کوبه ای است. بیشتر باندهای مارش، لباسهای یکدست (یونیفورم) و اغلب از سبک نظامی می‌پوشند که شامل رنگ، نام یا نماد یک سازمان مرتبط است. بیشتر گروه‌های مارش دبیرستان، و برخی از گروه‌های راهپیمایی دانشکده، ابا گارد رنگی همراه هستند که کارشان دادن جلوه‌های بصری به موسیقی است. این کار از راه استفاده از پرچم و شمشیر و مانند آن صورت می‌گیرد.
گروه‌های مارش نواز عموماً بر اساس عملکرد، اندازه، سن، ابزار موسقی، سبک رژه و نوع نمایش آنها دسته‌بندی می‌شود. علاوه بر اجراهای رژه سنتی، بسیاری از گروه‌های موسیقی مارش در مسابقات ورزشی و در رقابتها به اجرای نمایش و موسقی می‌پردازند.

## تاریخ

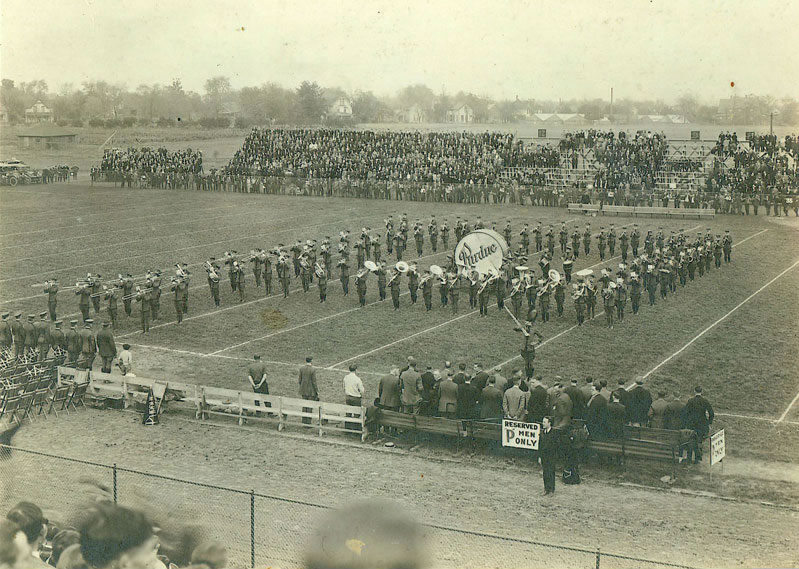
اولین گروه راهپیمایی، گروه راهپیمایی Purdue All-American "P Block"

سازهای کوبه ای و بادی از زمان‌های بسیار قدیم در میدان جنگ استفاده می‌شده‌اند. یک نمونه از عصر آهن می‌تواند کارنیکس باشد. نمونه ای از باندهای موسیقی نظامی را باید در ارتش عثمانی جستجو کرد که باند Divânu Lügati't-Türk نام داشت و در قرن یازدهم میلادی فعال بود. سنت اروپایی باندهای نظامی که در دوره باروک شکل گرفت، تا حدودی تحت تأثیر سنت عثمانی قرار گرفت. جهانگرد سده هفدهم اولیا چلبی، به وجود ۴۰ صنف موسیقی در استانبول اشاره کرده‌است. در قرن 18th، هر هنگ در ارتش بریتانیا گروه نظامی خود را داشت.

## سبک‌ها
باندهای مارش نوازی بر اساس سبک و کارکرد اولیه، ابزار موسیقی و تکنیک مورد استفاده‌شان طبقه‌بندی می‌شوند.

### سبک نظامی

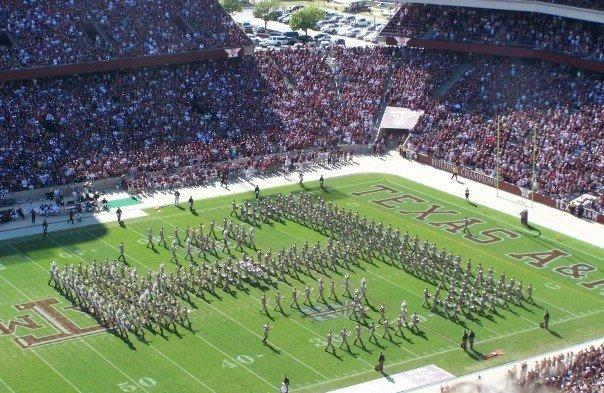
اجرای باند "aTm" تگزاس A&M در وقت استراحت بین دو نیمه.

گروه‌های مارش نظامی یا گروه طبل نوازان از لحاظ تاریخی اولین گروه‌های راهپیمایی بودند. ابزار موسیقی در این باندها متفاوت است اما به‌طور کلی شامل آلات برنجی، چوبی و کوبه ای می‌شوند. با توجه به هدف اصلی آنها، گروه‌های راهپیمایی نظامی به‌طور معمول با یک خط مستقیم و مداوم در یک مسیر رو به جلو حرکت می‌کنند. موسیقی با سرعت مداوم (۱۲۰–۱۴۰ BPM) انجام می‌شود تا حرکت پایدار (رژه) کل گروه نظامی را که گروه با آن همراهی می‌کند تسهیل کند.
گروه‌های مارش فعال عمدتاً همراه با سایر دسته‌های نظامی در رژه‌ها فعالیت می‌کنند.
برخلاف ایالات متحده، گروه‌های مارش به سبک نظامی در کشورهای آمریکای لاتین، بویژه کشورهایی با منشأ پروس، فرانسوی، اسپانیایی و پرتغالی، حضور پررنگی دارند است. چنین باندهایی در شیلی، آرژانتین، بولیوی، برزیل، اروگوئه، کلمبیا و پرو یافت می‌شوند. به‌طور خاص در اکوادور و ونزوئلا، قشر طبلها اصلی‌ترین گروه سبک نظامی مدارس است.

### شیوه پیکره ای

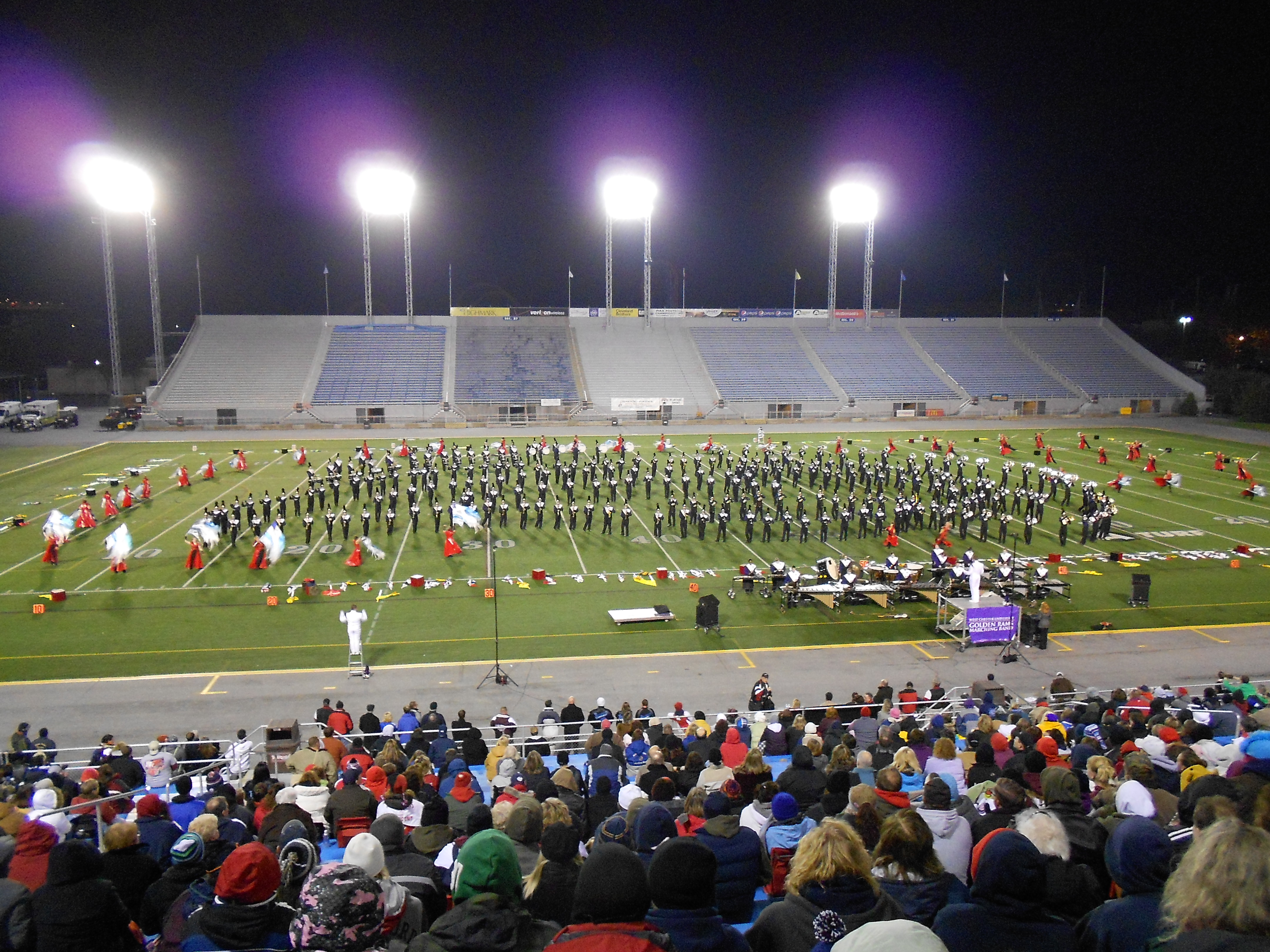
گروه راهپیمایی Golden Rams University West Chester

گروه‌های مارش جمعی یا پیکره ای بر طبل‌های مدرن و مطابق با استایل Drum Corps International (DCI) فعالیت می‌کنند. بر خلاف سبک باندهای نظامی، اندازه گروه‌های پیکره ای متغیر است تا سبک‌های مختلف سازها را دربر گیرد. ا

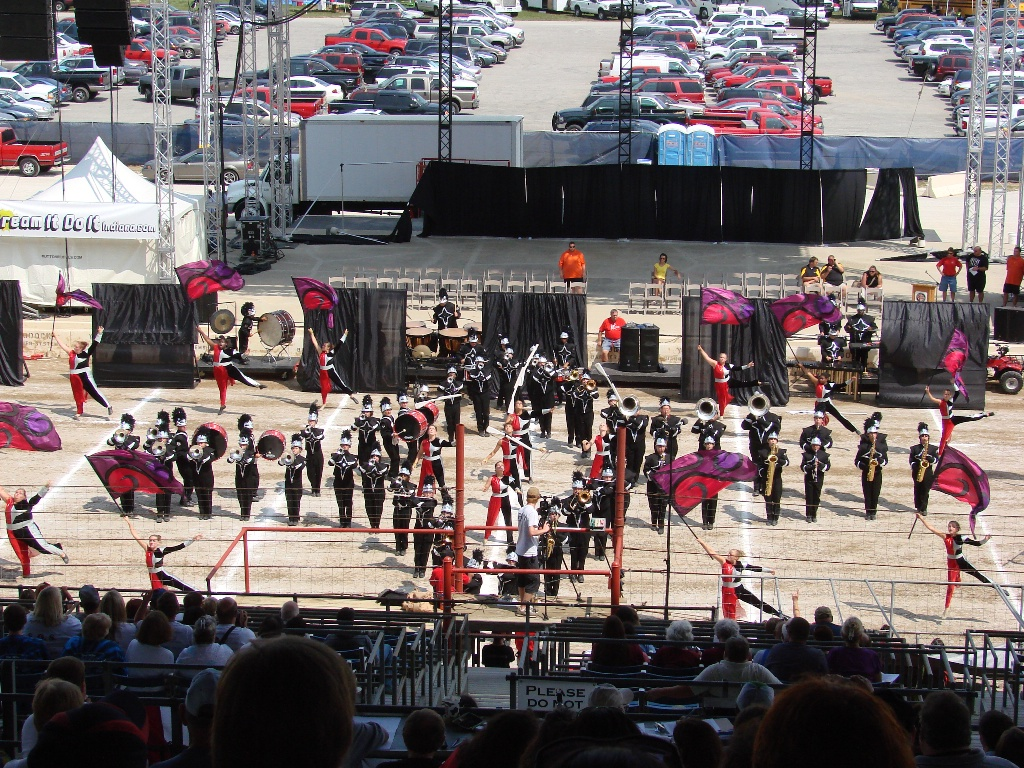
گروه موسیقی دبیرستان Muncie Southside Spirit of South Marching Band در مسابقه مقدماتی در مسابقه روز باند ایالت ایالت ایندیانا در سال ۲۰۱۰ اجرا می‌کند.

### سبک سنتی
گروه‌های سبک سنتی که به عنوان Show Bands نیز شناخته می‌شوند، دسته‌هایی را هدایت می‌کنند که در درجه اول به سرگرمی گرایش دارند و در میادین فوتبال اجرا می‌کنند. به‌طور معمول، آنها برنامه‌های قبل از بازی را انجام می‌دهند.

### باندهای کارناوال

The Derby Midshipmen Band، یک گروه کارناوال در انگلستان

گروه‌های کارناوال نوعی نمایشی از گروه‌های مارش در از پادشاهی متحده است. گروه‌های کارناوال به‌طور معمول با موزیک راه می‌روند و ممکن است در رژه‌ها و مسابقات نیز شرکت کنند. آنها حاوی سازهای بادی برنجی و کوبه ای هستند، اما ممکن است از سازهای بادی چوبی نیز استفاده کنند. در ایالات متحده، به ویژه در کالیفرنیا، گروه‌های کارناوال (که به عنوان گروه‌های Parade در ایالت‌ها شناخته می‌شوند) به‌طور مرتب در مسابقات رژه اجرا می‌کنند. این باندهای آمریکایی نیز طبق سنت گروه موسیقی این کشور الگوبرداری شده‌اند.

### گروه‌های پراکنده
گروه‌های پراکنده نوعی از گروه‌های مارش هستند که همان‌طور که از نام آنها پیداست، از طرحی به طرحی دیگر می‌پردازند و اغلب عناصر کمدی را در اجراهای خود گنجانده‌اند. بیشتر گروه‌های موسیقی آی وی لیگ از این سبک استفاده می‌کنند، به استثنای دانشگاه کرنل.